# ديفيد أندرسون (لاعب كرة قدم أمريكية)
ديفيد أندرسون (بالإنجليزية: David Anderson)‏ هو لاعب كرة قدم أمريكية أمريكي، ولد في 28 يوليو 1983 في ويستلاك فيلاج في الولايات المتحدة.

## وصلات خارجية
- ديفيد أندرسون على موقع مرجع كرة القدم المحترفة.كوم (الإنجليزية)